# Edgerton (Wyoming)
Edgerton és una població dels Estats Units a l'estat de Wyoming. Segons el cens del 2000 tenia 169 habitants.

## Demografia
Segons el cens del 2000, Edgerton tenia 169 habitants, 74 habitatges, i 44 famílies. La densitat de població era de 251 habitants/km².
Dels 74 habitatges en un 27% hi vivien nens de menys de 18 anys, en un 51,4% hi vivien parelles casades, en un 8,1% dones solteres, i en un 39,2% no eren unitats familiars. En el 36,5% dels habitatges hi vivien persones soles el 8,1% de les quals corresponia a persones de 65 anys o més que vivien soles. El nombre mitjà de persones vivint en cada habitatge era de 2,28 i el nombre mitjà de persones que vivien en cada família era de 2,96.
Per edats la població es repartia de la següent manera: un 23,7% tenia menys de 18 anys, un 4,7% entre 18 i 24, un 24,3% entre 25 i 44, un 36,1% de 45 a 60 i un 11,2% 65 anys o més.
L'edat mediana era de 43 anys. Per cada 100 dones de 18 o més anys hi havia 118,6 homes.
La renda mediana per habitatge era de 28.750 $ i la renda mediana per família de 33.750 $. Els homes tenien una renda mediana de 24.583 $ mentre que les dones 14.375 $. La renda per capita de la població era de 14.332 $. Entorn del 10,7% de les famílies i el 18,2% de la població estaven per davall del llindar de pobresa.

## Poblacions més properes
El següent diagrama mostra les poblacions més properes.